# Myotis pequinius
Myotis pequinius (Thomas, 1908) è un pipistrello della famiglia dei Vespertilionidi endemico della Cina.

## Descrizione

### Dimensioni
Pipistrello di medie dimensioni, con la lunghezza della testa e del corpo di 62 mm, la lunghezza dell'avambraccio tra 48 e 50,7 mm, la lunghezza della coda di 42 mm, la lunghezza del piede tra 10,9 e 12 mm, la lunghezza delle orecchie tra 14,94 e 18 mm e un peso fino a 14,05 g.

### Aspetto
La pelliccia è corta e vellutata. Le parti dorsali sono bruno-rossastre, con dei riflessi grigi, mentre le parti ventrali sono bianche. Le orecchie sono abbastanza lunghe, con un incavo nella parte centrale del margine posteriore. Il trago è lungo meno della metà del padiglione auricolare. Le ali sono attaccate posteriormente sulle caviglie. I piedi sono lunghi più della metà della tibia. La lunga coda è inclusa completamente nell'ampio uropatagio il cui margine libero è frangiato. Il cranio ha un rostro corto e rivolto all'insù, mentre la fronte è bassa e appiattita. 

### Ecolocazione
Emette ultrasuoni a ciclo di lavoro alto sotto forma di impulsi di breve durata a frequenza modulata iniziale di 84,18±10,06 kHz, finale di 16,86±1,71 kHz e massima energia a 32,80±5,82 kHz. Questa configurazione è adatta alla predazione nella densa vegetazione.

## Biologia

### Comportamento
Si rifugia in colonie numerose fino a qualche migliaio di individui all'interno di grotte e talvolta anche in edifici e templi. Entra in ibernazione durante i periodi più freddi.

### Alimentazione
Si nutre di coleotteri e anche di emitteri, lepidotteri e ditteri catturati nelle densa vegetazione.

## Distribuzione e habitat
Questa specie è diffusa nelle province cinesi di Pechino, Sichuan, Henan, Jiangsu e Anhui.
Individui catturati nello Shaanxi sono geneticamente divergenti e morfologicamente più piccoli e probabilmente potrebbero appartenere ad una specie criptica.

## Conservazione
La IUCN Red List, considerato il vasto areale e la popolazione presumibilmente numerosa, classifica M.pequinius come specie a rischio minimo (Least Concern)).